# Quinto Fabio Máximo Ruliano
Quinto Fabio Máximo Ruliano (en latín, Quintus Fabius M. f. N. n. Maximus Rullianus) fue hijo de Marco Fabio Ambusto, el cónsul del año 360 a. C. Perteneciente a la gens Fabia de la Antigua Roma, fue un político y militar romano que llegó a ocupar el cargo de cónsul en cinco ocasiones y una el de dictador, y se le considera un héroe de las guerras samnitas.

## Sus inicios; condenado a muerte
En su primera aparición en los registros históricos, aparece como edil curul en el año 331 a. C., cuando, a través de la información de una esclava, descubrió que la mortalidad prevaleciente en Roma era producto del veneno administrado por algunas mujeres a sus maridos.
Posteriormente, Fabio Máximo Ruliano ocupó el cargo de magister equitum durante las guerras samnitas, y logró una importante y atrevida victoria en Imbrinium. Sin embargo, actuó en contra de las órdenes del dictador, Lucio Papirio Cursor, que se enfadó tanto con su subordinado que reclamó al Senado romano la muerte de Fabio por haberle desobedecido. Tito Livio describe una tensa escena en la que Papirio se encuentra solo frente al Senado y al pueblo, que apoyan a Fabio por haber logrado la victoria, pero que tampoco quieren minar la autoridad absoluta que previamente habían otorgado al dictador. Finalmente, Fabio se arrojó a los pies del dictador, rogando el perdón, perdón que le fue concedido, aunque no pudo evitar la degradación de su cargo.

## 322a.C.: primer consulado
En 322 a. C. Fabio obtuvo su primer consulado, probablemente a una edad temprana. Era el segundo año de la segunda guerra samnita, y Fabio se convertiría en el más eminente de los generales romanos en esa larga y ardua lucha por el dominio de Italia. En este primer consulado, Fabio estuvo estacionado en Apulia, donde derrotó a los samnitas, y triunfó de Samnitibus et Apuleis.
En el año siguiente, tras el desastre de las Horcas Caudinas, fue interrex.

## Primera dictadura
Fabio aparece de nuevo, esta vez como dictador, en 315 a. C., asediando con éxito la ciudad de Saticula y luego luchando en la batalla de Lautulae, un estrecho paso entre el mar y las montañas al este de Terracina, lugar en donde fue totalmente derrotado por los samnitas.
Diodoro Sículo menciona una segunda dictadura en 313 a. C., aunque es probable que se trate de un error.

## 310a.C.: segundo consulado
En 310 a. C. Fabio fue cónsul por segunda vez. De éste, así como de su antiguo consulado, los relatos son contradictorios. No pudo liberar la ciudad de Sutrium, que los etruscos tenían sitiada, pero sin embargo Fabio los derrotó en el bosque de Ciminia persiguiéndolos hasta llegar a la frontera occidental de la Umbría. Él formó una alianza con el pueblo de Camerinum o Camerta, y producto de los estragos que realizó en el norte de Etruria, obligó a las ciudades etruscas de Arretium, Cortona, y Perusia, a la conclusión de una tregua de treinta años con la República Romana. 
El Senado por su parte, alarmado por la retirada del ejército desde Sutrium, prohibió a Fabio marchar sobre Etruria. Se reunió con la delegación del Senado a su regreso; cuando su éxito había justificado su desobediencia. 
La guerra al sur del río Tíber, sin embargo, requería del nombramiento de un dictador, y Fabio estaba obligado a nombrar a su antiguo enemigo, Lucio Papirio Cursor. Escuchó el mandato del Senado en completo silencio, obedeciendo la solicitud a la medianoche, y cuando, la mañana siguiente, los enviados le dieron las gracias por preferir el bien público a su enemistad privada, los despidió sin ningún tipo de comentarios. Un triunfo sobre los etruscos fue su recompensa por esta campaña.

## Nuevo consulado y censura
Según los Fastos pasó un año entre los consulados segundo y tercero de Fabio, pero Tito Livio y Diodoro hacen que los consulados se sucedan. Fabio, como cónsul en el año 308 a. C., tuvo a Samnio como su provincia. 
Sofocó una revuelta de los marsos, pelignos y hérnicos; recuperó Nuceria Alfaterna en Campania, que siete años antes se había sumado a la liga samnita, y fue capaz, antes de la expiración de su cargo, de dejar su provincia y penetrar en Umbría. Se dice que derrotó a los umbros en Mevania, pero no hay ningún triunfo asociado a la campaña samnita o a la campaña de Umbría. 
Su comando en Samnio, con el título de procónsul, se continuó durante 307 a. C., y derrotó a los samnitas cerca de Allifae. Esta campaña también es susceptible de sospecha, ya que Fabio no obtuvo ningún triunfo. 
En el año 304 a. C. Fabio fue censor. Fabio parece haber cancelado las modificaciones introducidas por Apio el Ciego durante su censura, en el año 312 a. C. limitando el Libertini a las cuatro tribus de la ciudad. También probablemente aumentó la importancia política de los équites.

## Sus triunfales últimos consulados
Fabio no aparece otra vez hasta 297 a. C., cuando fue cónsul por quinta vez, según Tito Livio, en contra de sus propios deseos, pero el analista de la casa de Fabio, el cual Livio copió, probablemente suprimió la fuerte oposición a su reelección que existía por parte de los partidarios de Apio.
Samnio volvió a su provincia, pero el resultado de su campaña es dudoso. En el año 295 a. C., Fabio fue cónsul por sexta vez, y mandó en la gran batalla de Sentino, cuando los ejércitos combinados de los samnitas, los galos, los etruscos y umbríos, enfrentaron a los romanos y sus aliados.
El litigio, a principios del año, con P. Decio Mus, que había sido tres veces colega de Fabio en el consulado, y una vez en la censura; y la retirada de Apio Claudio de la dirección de la guerra, y su nombramiento como pretor de la ciudad, probablemente sean evidencias de una fuerte lucha en Roma.
Por su victoria en Sentino, Fabio obtuvo un triunfo el 4 de septiembre del mismo año. El resto del año Fabio estuvo en Etruria. 
En 292 a. C. actuó como legado de su hijo Quinto Fabio Máximo Gurges, y cabalgó al lado de su carro triunfal 
Fabio sucedió a su padre, Ambusto, en el puesto de honor de Princeps Senatus.

## Su muerte y su legado
A su muerte, que ocurrió poco después, el pueblo pagó en gran medida las expensas de su funeral; pero como la casa de Fabio era rica, su hijo Fabio Gurges empleó el dinero para dar un espectáculo público (epulum) y en una distribución de provisiones (visceratio) a los ciudadanos de Roma. La causa de la obtención de su cognomen Maximus es incierta. Livio dice que sus servicios en la censura de 304 a. C. fueron la causa.
Aunque la fama de Ruliano está fuera de toda duda, la principal fuente de información acerca de su vida es Tito Livio, quien a su vez trabajaba a partir de la información recogida por Quinto Fabio Píctor y otros, y muchos de los detalles son sospechosamente similares a las historias de su bisnieto, Quinto Fabio Máximo Cunctator.